# Церковь Покрова Пресвятой Богородицы (Ильмяны)
Церковь Покрова Пресвятой Богородицы — утраченный православный храм в бывшем селе Ильмяны Егорьевского уезда (ныне Шатурский район Московской области).

## История
В писцовых книгах Владимирского уезда 1637—1648 гг. упоминается Ильмянский погост с двумя деревянными церквями Покрова Пресвятой Богородицы и Николы Чудотворца.
В 1777 году была построена и освящена новая деревянная церковь во имя Покрова Пресвятой Богородицы, более просторная чем старая.
В 1783 году старую Покровскую церковь переименовали в Вознесенскую, а в 1858 году была выстроена новая каменная Вознесенская церковь с Покровским и Трехсвятительским приделами.
По данным 1890 года в состав прихода, кроме села, входили деревни: Дубровка, Пырково, Подлесная, Митрониха, Гришакино, Бородино, Шмели, Ловчиково, Голыгино, Шелогурово, Обухово, Харлампеево, Пруды и Катчиково.
В конце 1920-х годов деревянную Покровскую церковь разобрали из-за ветхости.
В начале 1930-х годов Вознесенскую церковь закрыли, а в начале 1960-х её взорвали на щебёнку.